# Бизинки
Бизинки (фр. Bisinchi, корс. Bisinchi) — коммуна во Франции, находится в регионе Корсика. Департамент коммуны — Верхняя Корсика. Входит в состав кантона Голо-Морозалья. Округ коммуны — Корте.
Код INSEE коммуны — 2B039.

## Население
Население коммуны на 2008 год составляло 199 человек.
| 1962 | 1968 | 1975 | 1982 | 1990 | 1999 | 2008 |
| ---- | ---- | ---- | ---- | ---- | ---- | ---- |
| 265  | 278  | 212  | 205  | 139  | 173  | 199  |

## Экономика
В 2007 году среди 120 человек в трудоспособном возрасте (15—64 лет) 70 были экономически активными, 50 — неактивными (показатель активности — 58,3 %, в 1999 году было 56,3 %). Из 70 активных работали 60 человек (33 мужчины и 27 женщин), безработных было 10 (5 мужчин и 5 женщин). Среди 50 неактивных 7 человек было учащимися или студентами, 26 — пенсионерами, 17 были неактивными по другим причинам.